# Valeriana aretioides
Valeriana aretioides är en kaprifolväxtart som beskrevs av Carl Sigismund Kunth. Valeriana aretioides ingår i släktet vänderötter, och familjen kaprifolväxter. Inga underarter finns listade i Catalogue of Life.